# Prugovo
Prugovo je naselje u općini Klis u Splitsko-dalmatinskoj županiji.

## Povijest
Područje Prugova pripadalo je u srednjem vijeku Klisu ili Zminu (Muć), ali se o tom najstarijem razdoblju malo zna. Prve vijesti su s kraja 17. st. kad su franjevci doveli stanovništvo iz Hercegovine. Tako se uzima da je mjesto osnovano 1690.

## Geografija
Prugovo se nalazi sjeveroistočno od Kozjaka.

## Stanovništvo
| broj stanovnika | 575   | 596   | 638   | 710   | 799   | 816   | 816   | 821   | 796   | 793   | 725   | 669   | 474   | 434   | 472   | 555   | 571   |
|                 | 1857. | 1869. | 1880. | 1890. | 1900. | 1910. | 1921. | 1931. | 1948. | 1953. | 1961. | 1971. | 1981. | 1991. | 2001. | 2011. | 2021. |

## Poznate osobe
- Rafael Kalinić hrvatski katolički svećenik, franjevac, mučenik
- Ivan Jurić bivši hrvatski nogometni reprezentativac
- Zoran Varvodić bivši vratar HNK Hajduk Split

## Sport
- NK Prugovo